# Нормкор

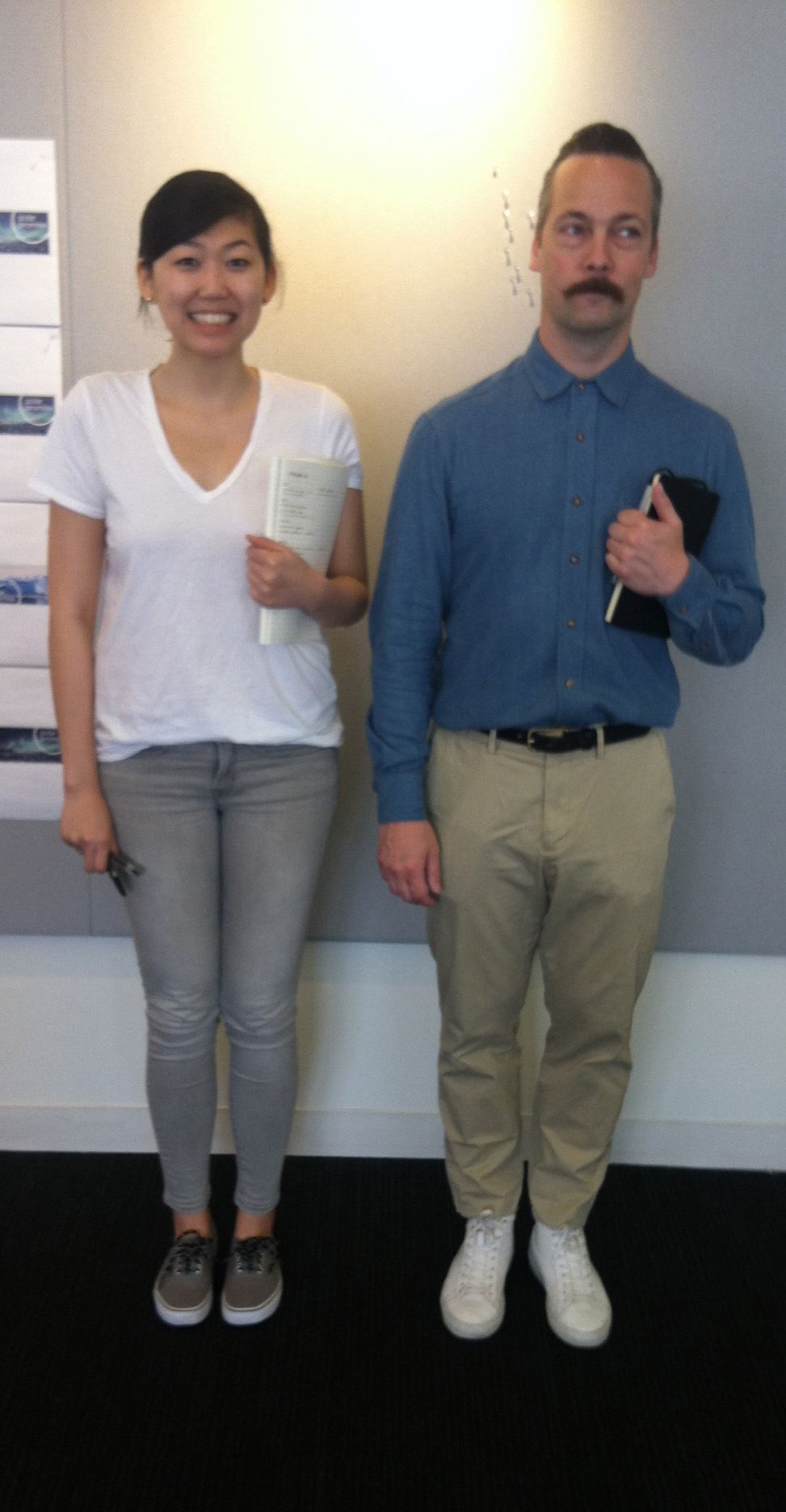
Приклад одягу

Нормкор (англ. Normcore) — унісекс-тенденція в моді, якій притаманні непретензійність та посередність одягу.

## Походження
«Нормкор» є словосполученням слів «normal» (нормальний) та «hardcore» (хардкор). Слово вперше з'явилось у вебкоміксі «Темплар, Аризона».
У K-HOLE слово нормкор стосувалося ставлення, а не певного кодексу одягу. Це означало «знайти звільнення в тому, щоб бути нічим особливим».

## Нормкор мода
Послідовники нормкору це люди, які не хочуть виділятись серед натовпу вбранням. Це зовсім не означає, що вони одягають що завгодно, радше такі люди свідомо роблять вибір на користь невиразного одягу. Винятком, зазвичай, бувають речі відомих брендів, які нормкори можуть одягати для надання своєму образові престижу. Тенденцію нормкору трактують як реакцію на перенасичення модою внаслідок її швидкоплинних тенденцій.
До нормкор одягу входять речі на щодень, такі як футболки, бобки, сорочки на короткий рукав, джинси та штани чіно, проте до нього не належать краватки чи блузи. Це вбрання носять як чоловіки, так і жінки, що робить нормкор стилем унісекс.
Одяг, що підпадає під опис нормкору, здебільшого продають у великих модних та роздрібних торговельних мережах. Виробниками таких речей переважно є країни Східної Азії.